# Аэропорт (район Турку)
Аэропорт или Ле́нтокенття (фин. Lentokenttä) — один из районов города Турку, входящий в территориальный округ Маариа-Пааттинен.
На территории района расположен один из крупных аэропортов Финляндии — аэропорт Турку.

## Географическое положение
Район расположен к северу от центральной части Турку.

## Население
Район представляет собой наименее заселённую территорию города, в 2008 году численность населения района составляла всего 103 человека.